# Andrés Escobar
Andrés Escobar Saldarriaga (Medellín, 13 de marzo de 1967-Medellín, 2 de julio de 1994) fue un futbolista colombiano. Compitió por la selección nacional de su país y por el club Atlético Nacional de Colombia.
El nombre de este recordado jugador colombiano ocupó los titulares de todo el mundo cuando fue asesinado por un sicario contratado para su muerte después del partido en el que accidentalmente marcó un gol en su propia meta en el Mundial de Estados Unidos 1994 frente a Estados Unidos, dejando a Colombia fuera del torneo, y que supuestamente había causado grandes pérdidas de apuestas entre varios poderosos narcotraficantes. Sin embargo, muchos —incluyendo amigos personales, compañeros de equipo, y el exentrenador Francisco Maturana— creen que su muerte tenía más que ver con el clima de alta tensión dentro de Colombia en aquel entonces, y que el autogol jugó solo un papel secundario.
Aún se mantiene en lo más alto por los aficionados colombianos, siendo gratamente recordado por aquellos del Atlético Nacional. Apodado como  Inmortal #2. Es conocido por su famosa frase «La vida no termina aquí».

## Biografía
Andrés Escobar Saldarriaga nació en Medellín el 13 de marzo de 1967. Creció en una familia de clase media. Asistió al Colegio Calasanz y se graduó en el Instituto Conrado González. Participó en varios equipos de fútbol de la escuela antes de convertirse en jugador profesional. Antes de su muerte, mantenía una relación amorosa con Pamela Cascardo, una dentista, con la cual se había comprometido. Escobar fue asesinado cinco meses antes de su boda. Iba a reemplazar a Franco Baresi dentro de unos meses en el A. C. Milan.
Su padre fue Darío Escobar, un banquero que fundó una organización que da a los jóvenes la oportunidad de jugar al fútbol en lugar de estar en la calle. Después de la muerte de Andrés, su familia fundó el Proyecto Andrés Escobar para ayudar a niños desfavorecidos a aprender a jugar al fútbol. Su hermano, Santiago, es un exfutbolista que jugó junto con Andrés en el Atlético Nacional antes de pasar a la gestión del equipo en 1998.

## Trayectoria deportiva
Escobar fue defensor durante toda su carrera. Debutó con la camiseta verdolaga el 31 de agosto de 1986 ante Unión Magdalena como visitante, a la edad de 19 años, ingresando en el minuto 87 por John Jairo Tréllez. Su primer partido como titular fue ante Cúcuta Deportivo, el 22 de marzo de 1987, con resultado 2-0. Era buen cabeceador. Su dorsal fue el número 2, y era conocido por el apodo del Caballero del Fútbol y el Inmortal Número 2. En su carrera, jugó para el club colombiano Atlético Nacional y el equipo suizo Young Boys, solo en el primer semestre de 1990, donde jugó ocho partidos sin anotar goles. Contribuyó al equipo colombiano a ganar la Copa Libertadores en 1989, consiguió con este equipo los campeonatos de fútbol colombiano de 1991 y 1994, también los subcampeonatos de 1988, 1990 y 1992. Era un gran líder y con su liderazgo ayudó a la formación personal y profesional de jugadores como Faustino Asprilla y Víctor Hugo Aristizábal. 
Con la selección Colombia, debutó el 30 de marzo de 1988 ante Canadá en el Estadio Centenario de Armenia, días más tarde, marca su único gol con la Tricolor ante Inglaterra en el estadio de Wembley. Participó en las eliminatorias para el Mundial de Italia 1990 clasificando con la selección. Jugó como titular los cuatro partidos destacándose notablemente. También participó en la copa América de 1989 y 1991.  
En marzo de 1993, tuvo una grave lesión que lo marginó casi ocho meses de toda actividad futbolera y por este motivo no estuvo en las eliminatorias para el Mundial de EE. UU. 1994. Se recuperó por completo en octubre del mismo año y por eso fue llevado a jugar el Mundial al año siguiente. Andrés Escobar estaba en buena forma y jugó con Nacional la primera parte del campeonato colombiano en 1994 logrando la bonificación para así más tarde lograr el título colombiano. Fue llamado a la selección Colombia para integrar la nómina del Mundial y fue titular en los tres partidos de la selección. En el primer partido, Colombia perdió 1-3 con Rumania y Andrés fue uno de los mejores hombres de su equipo. Contra EE. UU. la selección venía diezmada debido a amenazas de muerte al cuerpo técnico que llevaron a cambiar a Barrabás Gómez por el Carepa Gaviria. En ese partido, se notó el nerviosismo de los jugadores y Andrés cometió un error marcando un autogol que contribuyó a la derrota del equipo colombiano 1-2. Contra Suiza la selección colombiana ganó 2-0, pero quedó eliminada de un Mundial del que era favorita. A la llegada a Colombia, Andrés se notaba tranquilo y con confianza comentó «la vida no termina aquí, es solo un partido de fútbol» y con entusiasmo quería retomar actividades con el Atlético Nacional.  

### Goles con Atlético Nacional
| #   | Fecha                    | Lugar                     | Rival           | Gol | Resultado | Competición                |
| --- | ------------------------ | ------------------------- | --------------- | --- | --------- | -------------------------- |
| 1.  | 18 de junio de 1988      | Estadio Atanasio Girardot | Magdalena       | 2-0 | 2-0       | Campeonato Colombiano 1988 |
| 2.  | 14 de marzo de 1989      | Estadio Atanasio Girardot | Deportivo Quito | 2-1 | 2-1       | Copa Libertadores 1989     |
| 3.  | 16 de abril de 1989      | Estadio Atanasio Girardot | Tolima          | 2-0 | 3-0       | Campeonato Colombiano 1989 |
| 4.  | 6 de septiembre de 1990  | Estadio Atanasio Girardot | Magdalena       | 2-0 | 2-0       | Campeonato Colombiano 1990 |
| 5.  | 30 de septiembre de 1990 | Estadio Atanasio Girardot | Quindío         | 2-0 | 3-3       | Campeonato Colombiano 1990 |
| 6.  | 7 de octubre de 1990     | Estadio Atanasio Girardot | Tolima          | 1-0 | 4-0       | Campeonato Colombiano 1990 |
| 7.  | 28 de octubre de 1990    | Estadio Atanasio Girardot | Millonarios     | 2-1 | 2-1       | Campeonato Colombiano 1990 |
| 8.  | 15 de septiembre de 1991 | Estadio Atanasio Girardot | Tolima          | 2-0 | 7-1       | Campeonato Colombiano 1991 |
| 9.  | 9 de octubre de 1991     | Estadio Pascual Guerrero  | América         | 1-1 | 2-2       | Campeonato Colombiano 1991 |
| 10. | 13 de octubre de 1991    | Estadio Atanasio Girardot | Santa Fe        | 2-0 | 2-1       | Campeonato Colombiano 1991 |
| 11. | 20 de octubre de 1991    | Estadio Atanasio Girardot | Sporting        | 1-0 | 1-0       | Campeonato Colombiano 1991 |
| 12. | 13 de noviembre de 1991  | Estadio Atanasio Girardot | Medellín        | 2-1 | 2-1       | Campeonato Colombiano 1991 |
| 13. | 13 de marzo de 1992      | Estadio Atanasio Girardot | Sport Boys      | 1-0 | 2-2       | Copa Libertadores 1992     |
| 14. | 31 de mayo de 1992       | Estadio Atanasio Girardot | Tolima          | 2-0 | 2-0       | Campeonato Colombiano 1992 |
| 15. | 2 de septiembre de 1992  | Estadio Atanasio Girardot | Cúcuta          | 1-0 | 3-1       | Campeonato Colombiano 1992 |
| 16. | 2 de septiembre de 1992  | Estadio Atanasio Girardot | Cúcuta          | 2-1 | 3-1       | Campeonato Colombiano 1992 |
| 17. | 8 de noviembre de 1992   | Estadio Atanasio Girardot | Magdalena       | 1-0 | 2-1       | Campeonato Colombiano 1992 |
| 18. | 15 de noviembre de 1992  | Estadio Atanasio Girardot | Santa Fe        | 1-0 | 2-0       | Campeonato Colombiano 1992 |
| 19. | 12 de septiembre de 1993 | Estadio Atanasio Girardot | Pereira         | 1-0 | 2-2       | Campeonato Colombiano 1993 |

## Selección nacional

### Participaciones enEliminatorias al Mundial
| Eliminatoria                         | Sede del Mundial | Posición                                                | Resultado   | PJ | GA | Asis |
| ------------------------------------ | ---------------- | ------------------------------------------------------- | ----------- | -- | -- | ---- |
| Eliminatorias Mundial de Italia 1990 | Italia           | 1°lugar 6pts Grupo 1 (Ganador Repesca intercontinental) | Clasificado | 4  | 0  | 0    |

### Participaciones enCopas América
| Mundial                | Sede                   | Resultado              | PJ | GA | Asis |
| ---------------------- | ---------------------- | ---------------------- | -- | -- | ---- |
| Copa América 1989      | Brasil                 | Fase de grupos         | 4  | 0  | 0    |
| Copa América 1991      | Chile                  | Cuarto lugar           | 7  | 0  | 1    |
| Total en Copas América | Total en Copas América | Total en Copas América | 11 | 0  | 1    |

### Participaciones enCopas del Mundo
| Mundial                  | Sede                     | Resultado                | PJ | GA | Asis |
| ------------------------ | ------------------------ | ------------------------ | -- | -- | ---- |
| Mundial de Italia 1990   | Italia                   | Octavos de final         | 4  | 0  | 0    |
| Mundial de USA 1994      | Estados Unidos           | Fase de grupos           | 3  | 0  | 0    |
| Total en Copas del Mundo | Total en Copas del Mundo | Total en Copas del Mundo | 7  | 0  | 0    |

Goles internacionales
| # | Fecha              | Lugar                                   | Rival      | Gol | Resultado | Competición |
| - | ------------------ | --------------------------------------- | ---------- | --- | --------- | ----------- |
| 1 | 24 de mayo de 1988 | Estadio de Wembley, Londres, Inglaterra | Inglaterra | 1-1 | 1-1       | Amistoso    |

## Asesinato
Andrés Escobar regresó a Colombia tras la temprana eliminación de su selección, en plena celebración del Mundial en Estados Unidos, pese a las advertencias a la Selección de no regresar aún al país. El 2 de julio de 1994, mientras estaba en el estacionamiento del restaurante El Indio, en los alrededores de Medellín, fue agredido verbalmente por los hermanos Pedro David Gallón Henao y Juan Santiago Gallón Henao, vinculados con el paramilitarismo y el narcotráfico colombiano. Escobar, desde el interior de su auto, pidió respeto a los hermanos y discutieron.
Santiago, el mayor de los Gallón, le dijo «usted no sabe con quién se está metiendo». En ese momento, Humberto Muñoz Castro, chofer de los hermanos y que permanecía dentro de su camioneta, bajó de su vehículo y disparó seis veces en el cuerpo de Escobar. Unas personas que vieron lo sucedido, lo condujeron de urgencia al hospital, donde murió cuarenta y cinco minutos después. «Estaba en el lugar equivocado en el momento equivocado» comentó posteriormente Francisco Maturana, director técnico de la selección Colombia de ese entonces. Escobar estaba a punto de casarse con su novia, Pamela Cascardo, con quien llevaba cinco años de noviazgo. Se había recuperado de una delicada lesión en la rodilla. El técnico Francisco Maturana lo había definido como el heredero natural de la cinta de capitán cuando Carlos Valderrama se retirara, y solo faltaba una firma para que reemplazara al jugador italiano Franco Baresi en el AC Milan. Ya para entonces, había sido fundamental en dos hazañas del fútbol colombiano: la Copa Libertadores de Nacional en 1989, la primera de un club colombiano, y el regreso a un Mundial, el de Italia 90, después de 28 años. 
En los días posteriores a la muerte del jugador, sus compañeros de equipo, temiendo correr con la misma suerte, estuvieron fuertemente escoltados por fuerzas del orden público. Al funeral, realizado en el Cementerio Campos de Paz del jugador asistieron cerca de 120 000 personas, entre ellas el presidente de Colombia de aquel entonces, César Gaviria.
Investigaciones posteriores vincularon al homicidio con mafias dedicadas a las apuestas deportivas, aunque el vínculo no pudo ser comprobado judicialmente. Se ha señalado como principal móvil del crimen contra el futbolista la agresión verbal y posterior discusión por el autogol que sostuvo con los hermanos Gallón Henao. Éstos, en últimas, buscaron ocultar toda prueba e indicio que los incriminara con este hecho e incluso encubrieron a Humberto Muñoz Castro, su chofer y autor material del homicidio. El autor del asesinato fue capturado en Girardot y condenado a cuarenta y tres años de prisión, aunque la pena posteriormente ―con la entrada en vigencia del nuevo código penal de Colombia de 2001― fue rebajada a veintitrés años. El 5 de octubre de 2005, el homicida se acogió a un beneficio extracarcelario que le permitió salir de  prisión. Esta decisión judicial fue fuertemente criticada por diversos sectores de la sociedad, periodistas y organizaciones.
El canal RCN relató la muerte del futbolista en la serie Unidad investigativa, de Gustavo Bolívar Moreno, en 1999, donde fue interpretado por el actor Jimmy Vásquez. El canal de televisión ESPN Deportes realizó un documental en 2010 sobre la vida de Andrés Escobar y el narcotraficante Pablo Escobar, donde describió por medio de testimonios los vínculos que hubo a finales de los años setenta y en las décadas de los ochenta y los noventa entre equipos del fútbol profesional colombiano y narcotraficantes de los carteles de Medellín y Cali. Pocos años después de la muerte de Escobar, se estableció la Copa Andrés Escobar para el campeón del torneo de fútbol callejero.

## Clubes
| Club              | País     | Año       |
| ----------------- | -------- | --------- |
| Atlético Nacional | Colombia | 1986-1989 |
| Young Boys        | Suiza    | 1990      |
| Atlético Nacional | Colombia | 1990-1994 |

## Palmarés

### Torneos nacionales
| Título                | Club              | País     | Año  |
| --------------------- | ----------------- | -------- | ---- |
| Campeonato Colombiano | Atlético Nacional | Colombia | 1991 |
| Campeonato Colombiano | Atlético Nacional | Colombia | 1994 |

### Torneos internacionales
| Título              | Club              | País     | Año  |
| ------------------- | ----------------- | -------- | ---- |
| Copa Libertadores   | Atlético Nacional | Colombia | 1989 |
| Copa Interamericana | Atlético Nacional | Colombia | 1990 |

### Distinciones individuales
| Distinción                        | Año  |
| --------------------------------- | ---- |
| Parte del Equipo Ideal de América | 1989 |

## Orden al mérito
El 2 de julio de 2014, el club Atlético Nacional, en conmemoración de los 20 años de su muerte, fundó una orden al mérito llamada Andrés Escobar Saldarriaga, el Caballero del Fútbol. La cual será entregada a personajes que, dentro o fuera de la cancha, contribuyan al crecimiento del equipo. La primera persona en recibir esta condecoración fue Santiago Escobar Saldarriaga, hermano de Andrés. Dicha orden seguirá siendo entregada a una persona cada año el día 2 de julio, fecha del asesinato del jugador.